# Аділь Хермаш
Аділь Хермаш (араб. عادل حرماش, фр. Adil Hermach, нар. 27 червня 1986, Нім) — марокканський футболіст, півзахисник клубу «Аль-Гіляль» та національної збірної Марокко.

## Клубна кар'єра
У дорослому футболі дебютував 2003 року виступами за команду клубу «Нім Олімпік» з Ліги 3, в якому провів один сезон, взявши участь лише у 3 матчах чемпіонату. 
З 2004 по 2007 рік грав за другу команду «Ленса», після чого був відданий в оренду бельгійському «Руселаре».
Своєю грою за останню команду привернув увагу представників тренерського штабу основної команди «Ланса», до складу якої був включений влітку 2008 року і в першому ж сезоні допоміг команді виграти Лігу 2 і вийти до еліти французького футболу. Всього відіграв за команду з Ланса наступні три сезони своєї ігрової кар'єри. Більшість часу, проведеного у складі «Ланса», був основним гравцем команди.
Влітку 2011 року підписав контракт з саудівським «Аль-Гілялем».
У січні 2013 року на правах оренди перейшов у «Тулузу», проте закріпитись у складі французької команди не зумів і влітку повернувся в «Аль-Гіляль». Наразі встиг відіграти за саудівську команду 31 матчі в національному чемпіонаті і забити три голи.

## Виступи за збірну
26 березня 2008 року дебютував в офіційних матчах у складі національної збірної Марокко в товариській грі зі збірної Бельгії, яка завершилась перемогою африканців з рахунком 4:1.
У складі збірної був учасником Кубка африканських націй 2012 року у Габоні та Екваторіальній Гвінеї, Кубка африканських націй 2013 року у ПАР.
Наразі провів у формі головної команди країни 20 матчів.